# Ashleigh Weerden
Ashleigh Joëlle Elisabeth Weerden (* 7. Juni 1999 in Amsterdam) ist eine niederländische Fußballspielerin. Sie spielt seit 2022 beim Ajax Amsterdam wieder in der Eredivisie.

## Karriere

### Vereine
Weerden debütierte in der Saison 2017/18 beim FC Twente Enschede. In ihrer ersten Saison kam sie in allen 24 Spielen zum Einsatz, wobei sie 18-mal in der Startelf stand und zwei Tore erzielte. Nach der regulären Punktspielrunde stand Twente auf dem ersten Platz, fiel aber in der Meisterrunde auf den zweiten Platz zurück. In der nächsten Saison, in der sie wieder in allen 24 Spielen zum Einsatz kam, immer in der Startelf stand und vier Tore erzielte, lief es umgekehrt: nach der regulären Punktspielrunde lagen sie auf Platz 2 hinter PSV, konnten dann aber in der Meisterrunde den Titel holen. In der wegen der COVID-19-Pandemie vorzeitig abgebrochenen Saison lagen sie nach 12 Spielen auf dem dritten Platz. Auch da hatte sie kein Spiel verpasst. In der UEFA Women’s Champions League 2019/20 hatten sie in der Qualifikation Heimrecht und nutzten dieses um das Sechzehntelfinale zu erreichen. Hier gewannen sie auswärts beim österreichischen Meister SKN St. Pölten mit 4:2, wobei sie das Tor zum zwischenzeitlichen 2:0 erzielte. Daheim verloren sie zwar mit 1:2, hatten aber ein Tor mehr erzielt. Im Achtelfinale verloren sie dann aber mit 0:6 und 0:1 gegen den deutschen Meister VfL Wolfsburg. Im Juli 2020 wechselte sie dann zum französischen Erstligisten HSC Montpellier. Nach zwei Spielzeiten in Frankreich kehrte sie in ihre Heimat zurück und spielt nun für Ajax Amsterdam.  In der Qualifikation für die UEFA Women’s Champions League 2022/23 scheiterte sie mit Ajax in der letzten Runde am Arsenal Women FC. Nach einem 2:2 in London verloren sie das Heimspiel mit 0:1, wobei das Tor für die Londonerinnen ihre Mitspielerin in der Nationalmannschaft Vivianne Miedema erzielte.

### Nationalmannschaft
Weerden nahm als 16-Jährige mit der U-17 im Oktober 2015 an der ersten Qualifikationsrunde zur U-17-Fußball-Europameisterschaft der Frauen 2016 teil und trug gleich in ihrem ersten Spiel mit einem Tor zum 6:0-Sieg gegen Gastgeber Bulgarien bei. Nach einem 8:0 gegen die Republik Moldau reichte ein 1:1 gegen Norwegen um als Gruppenzweite die zweite Runde zu erreichen. In dieser konnten sie zwar zweimal mit 2:0 gegen Finnland und Griechenland gewinnen, durch eine 0:2-Niederlage gegen Italien verpassten sie aber die Endrunde. Im Juli 2016 nahm sie dann mit der U-19 an der U-19-Fußball-Europameisterschaft der Frauen 2016 in der Slowakei teil, wo sie das Halbfinale erreichten, aber mit 3:4 gegen Spanien verloren. Im Oktober konnte sie dann in der ersten Qualifikationsrunde für die U-19-Fußball-Europameisterschaft der Frauen 2017 auch ihr erstes Tor für die U-19 erzielen und wieder waren es die Bulgarinnen, die das Turnier ausrichteten und mit 0:6 gegen die Oranjes verloren. Nach einem 4:0 gegen die Republik Moldau erzielte sie gegen die Türkei das einzige Tor des Spiels, so dass sie mit drei Siegen und ohne Gegentor die zweite Runde erreichten. Hier hatten sie im April 2017 Heimrecht, das sie nutzen konnten, um die Endrunde zu erreichen. Diese fand im August in Nordirland statt, aber wieder war gegen Spanien Endstation im Halbfinale. Allerdings hatten sie sich durch das Erreichen des Halbfinales für die U-20-Fußball-Weltmeisterschaft der Frauen 2018 qualifiziert. Im Oktober 2017 galt es aber zunächst sich für die nächste U-19-EM-Endrunde zu qualifizieren. In der ersten Runde hatten sie Heimrecht und nutzten dies zu drei Siegen mit 32:2 Toren, wozu sie vier beitrug, um die zweite Runde zu erreichen. Diese brachten dann ihre letzten Einsätze für die U-19-Mannschaft. Mit zwei Siegen und einem Remis erreichten sie die Endrunde, die dann im Juli 2018 ohne sie stattfand und für ihre Mannschaft nach der Vorrunde endete. Sie wurde dagegen in der Vorbereitung und bei der U-20-WM eingesetzt, die für die Niederländerinnen mit einer 1:2-Niederlage im Viertelfinale gegen England endete.
Ihr Debüt in der Frauen-Elftal gab sie dann im März 2019 beim Algarve-Cup. Im zweiten Gruppenspiel gegen Polen stand sie gleich in der Startelf, wurde aber zur zweiten Halbzeit ausgewechselt. Für die WM 2019, bei der die Niederländerinnen Vizeweltmeister wurden, wurde sie nicht nominiert. Erst im August wurde sie wieder für die Qualifikationsspiele zur EM 2022 nominiert. Sie wurde erst im vierten, dem für den Gruppensieg vorentscheidenden ersten Spiel gegen Russland wieder eingesetzt, und wurde fünf Minuten vor dem Spielende für Vivianne Miedema eingewechselt.
Beim Tournoi de France im März 2020 stand sie dann beim zweiten Spiel gegen Kanada in der Startelf, wurde aber nach 53 Minuten für Torhüterin Loes Geurts ausgewechselt, weil die Startelftorhüterin Lize Kop die Rote Karte erhalten hatte. Dann folgte die COVID-19 bedingte Länderspielpause, nach der sie zwar wieder für die noch ausstehenden EM-Qualifikationsspiele nominiert, aber nicht eingesetzt wurde. Auch für das Drei-Nationen-Turnier im Februar 2021 wurde sie zunächst nicht nominiert. Am 16. Februar wurde sie dann für die nicht ganz fitte Joëlle Smits nachnominiert.

## Erfolge
- 2018/19: Niederländische Meisterin